# グラハムパン
グラハムパン(Graham bread)は、長老派教会教役者で健康改革者のシルベスター・グラハムの教えを元に作られた全粒粉パンである。材料は、グラハム粉、牛乳、糖蜜、パン用酵母、食塩である。

## 歴史
シルベスター・グラハムは19世紀の健康改革者で、粗挽き全粒粉を使って家庭で焼いたパンを中心とする菜食により、病気を予防できる健康的な生活習慣ができると主張した:21, 29。
1837年、グラハムは、Treatise on Bread and Bread-Makingと題する著書を出版し、その中では、パンの歴史やグラハムパンのレシピが紹介されていたが、正確な計量値はなく、代わりにパン職人の「良い判断」を求めていた。2012年には、American Antiquarian Cookbook Collectionの一巻として、w:Andrews McMeel Publishingから再版された。
グラハムクラッカーのように、グラハムパンは食物繊維が多く、また当時白パンに一般的に使われていたが、彼が「健康に悪い」と主張していた:25–26ミョウバンや塩素等の食品添加物は含まれない。